# Basílica de Santa Ágata y Santa Bárbara
La basílica de Santa Ágata y Santa Bárbara o solamente basílica de Oudenbosch (en neerlandés: Basiliek van de H.H. Agatha en Barbara) es una basílica católica en la localidad de Oudenbosch, en el municipio de Halderberge, en los Países Bajos.
Fue construida bajo la iniciativa del padre Willem Hellemons que fue párroco entre 1842 y 1884. Su nave central y el interior se modelaron siguiendo los patrones de la basílica de San Pedro de Roma, mientras que la fachada es una réplica de la también romana basílica de San Juan de Letrán. La iglesia fue diseñada por el arquitecto Pierre Cuypers, encargándose de la fachada Gerardus Jacobus van Swaaij. La construcción comenzó en 1865, pero no se completó totalmente hasta 1892. La basílica es única en la región con apariencia clásica italiana, atípica para la mayor parte del norte de Europa.

## Galería de imágenes

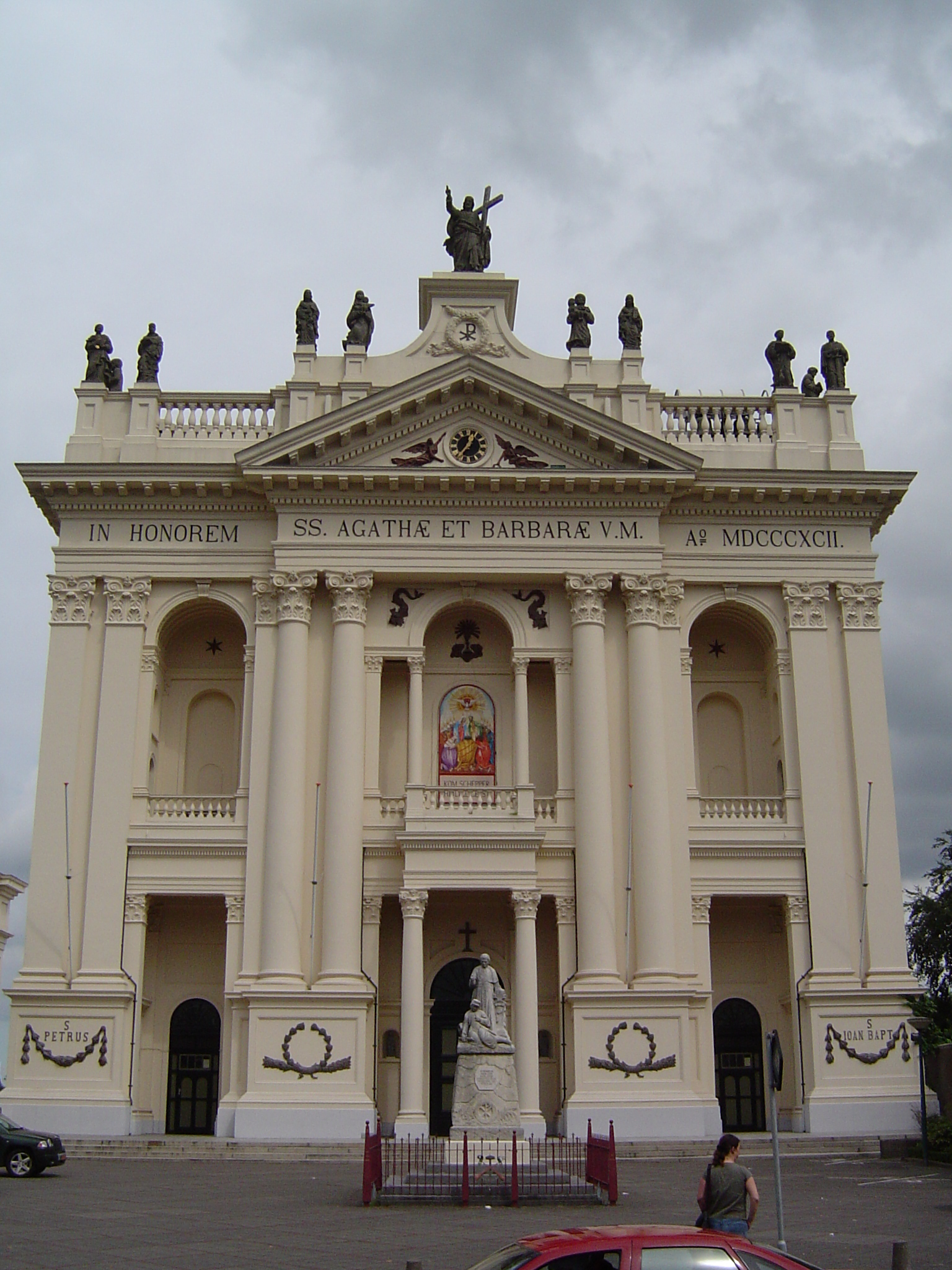
Fachada
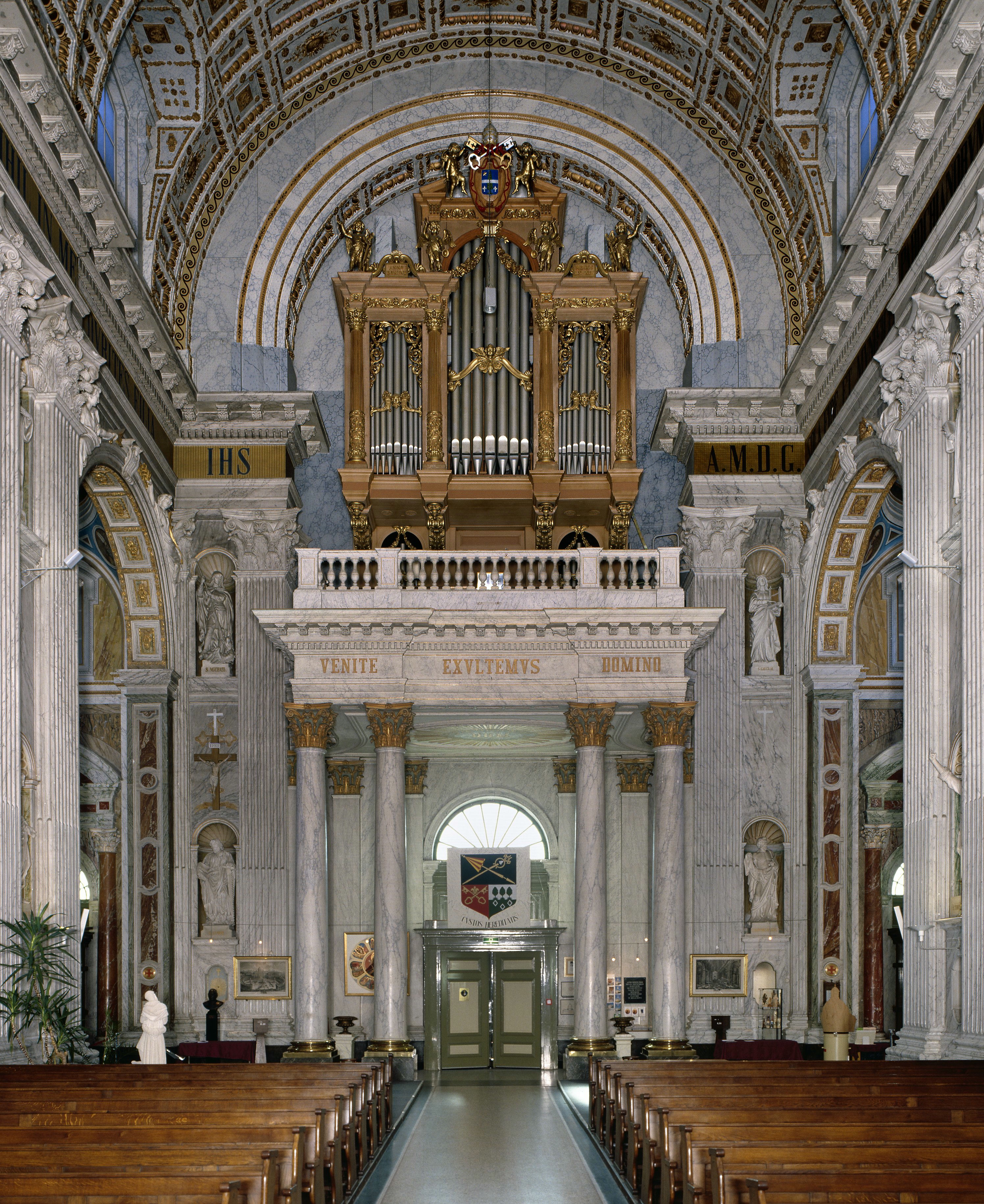
Interior
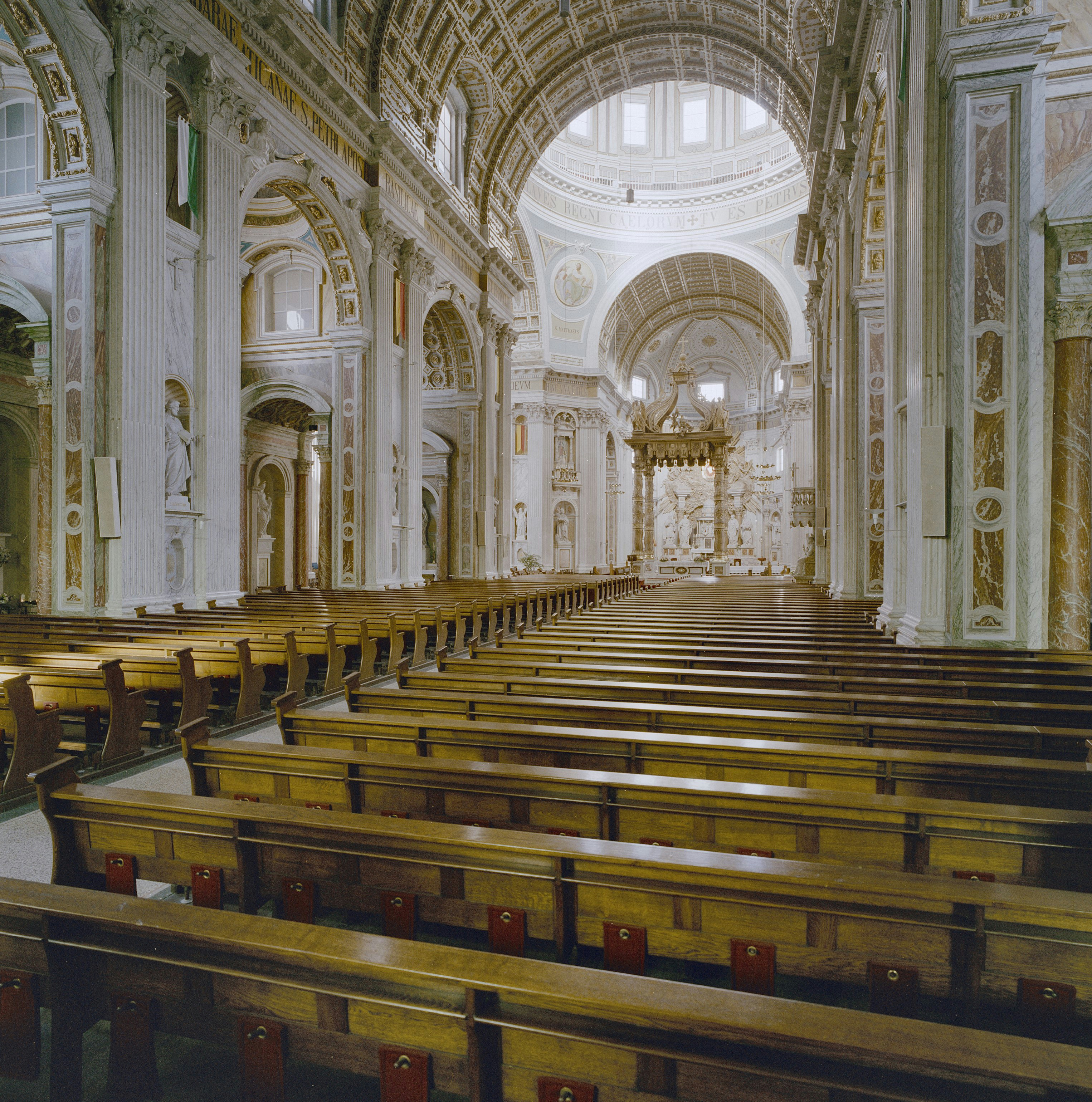
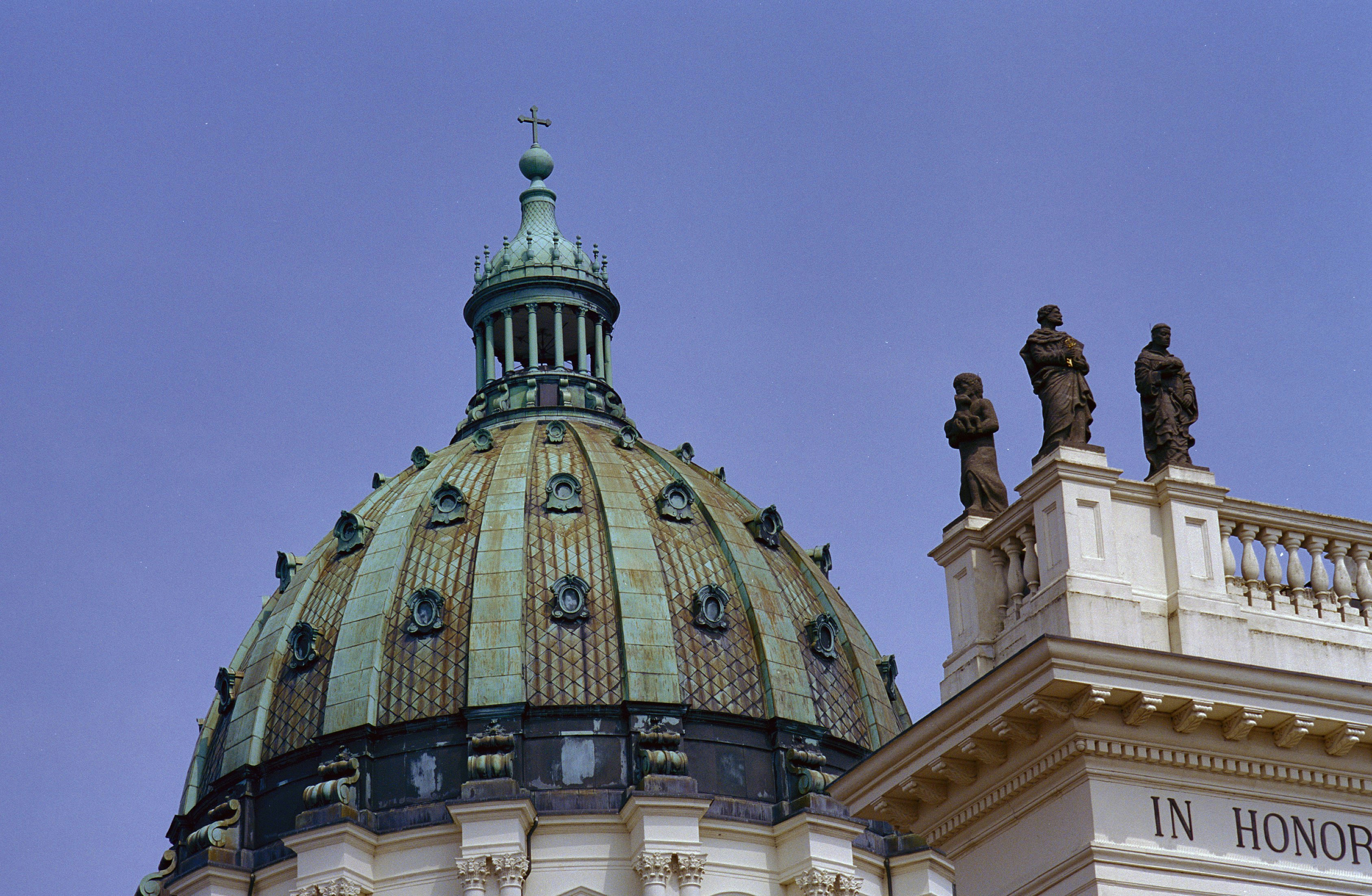
Cúpula